# Tipula (Lunatipula) valerii
Tipula (Lunatipula) valerii is een tweevleugelige uit de familie langpootmuggen (Tipulidae). De soort komt voor in het Palearctisch gebied.